# لويس مرماز
لويس ميرمز (20 أغسطس 1931 - 15 أغسطس 2024)، سياسي فرنسي. عُيِّن عام 1981 وزيراً للنقل في أول حكومة للاشتراكي بيير موروي، قبل انتخابه لرئاسة الجمعية الوطنية شغل هذا المنصب حتى عام 1986. شغل منصب وزير الزراعة من عام 1990 إلى عام 1992، ووزير العلاقات مع البرلمان في حكومة بيريجوفوي من عام 1992 إلى عام 1993. وكان أيضًا المتحدث باسم الحكومة في نفس المجلس.